# Нишанджы Шехла Хаджи Ахмед-паша
Нишанджы Ахмед-паша, также известен как Шехла Ахмед-паша или Хаджи Шехла Ахмед-паша или Кер Визир Ахмед-паша (тур. Nişancı Şehla Hacı Ahmed Paşa; ? — февраль 1753) — османский государственный деятель, великий визирь Османской империи (23 июня 1740 — 21 апреля 1742), губернатор Египта (1748—1751).

## Ранняя жизнь
Его семья происходила из Алайи (сейчас — Аланья в провинции Анталья, Турция), но Ахмед родился в Сёке (провинция Айдын, Турция). Его отцом был Кефер-ага. Один из дядей Ахмеда-паши был визирем. Сам он был назначен главным конюхом (имрахор). В 1738 году он был назначен губернатором провинции Айдын. В 1742 году Ахмед-паша вернулся в Стамбул, столицу империи. Он был назначен на должность нишанджы (один из самых высоких бюрократических постов). Вскоре после этого, Ахмед-паша был назначен великим визирем [23 июня 1740 года.
Его иногда называли Кер-Везир («Слепой визирь»), потому что он был несколько косоглазым.

## В качестве великого визиря
Его пребывание на этом посту было одним из немногих мирных периодов в истории Османской империи, так как война против Габсбургской монархии и Российской империи только что закончилась, а шах Персии Надир-шах воевал в Мавераннахре и Дагестане. Несмотря на благоприятные условия, Ахмед-паша не смог воспользоваться политическим состоянием и не сумел следовать намеченной им программе восстановления и реформ. Между тем, его обвинили в нечестности и безразличии к государственным делам. Он был уволен с занимаемой должности 21 апреля 1742 года и был заменен более опытным Хекимоглу Али-пашой, который уже однажды занимал пост великого визиря в течение десяти лет.

## Поздние годы
После отставки Ахмед-паша был сослан на остров Родос. Однако вскоре после этого он вернулся на государственную службу. В 1743 году он стал губернатором санджака Ичель (современная провинция Мерсин, Турция), а затем губернатором эялета Сидон. После начала нового этапа войны с Персией ему было поручено командование северным участком фронта, где он успешно оборонял крепость Карс (в современной Турции). Затем он работал губернатором в эялете Алеппо (в современной Сирии) и эялетом Диярбакыр.
После заключения Керденского договора (1746) Ахмед-паша был назначен губернатором эялета Багдад в 1747 году, губернатором эялета Египет в 1748 году и губернатор эялета Адана в 1751 году. Однако Ахмед-паша отказался от этой последней должности в Адане, и в 1752 году он вернулся на свое прежнее губернаторство в Алеппо, где и умер в феврале 1753 года.
Современники в Османском Египте описывали его как человека, интересующегося науками и философией, но сообщали, что он был разочарован, когда обнаружил, что знаменитый египетский университет Аль-Азхар перестал преподавать науки и сосредоточился только на религиозном образовании. Как сообщается, он обнаружил, что даже самые образованные египтяне и улемы неграмотны в основной математике, проводил большую часть своего времени с теми немногими, кого он нашёл, которые разделяли его интерес к наукам.